# HAL Medium Combat Aircraft
El HAL Advanced Medium Combat Aircraft (AMCA) es un caza polivalente, monoplaza, bimotor y furtivo, de quinta generación que está siendo desarrollado en India por la compañía Hindustan Aeronautics Limited (HAL). Será un complemento de los HAL Tejas (Light Combat Aircraft o LCA), Sukhoi/HAL FGFA, Sukhoi Su-30MKI y el modelo de caza aún no decidido en el programa MRCA en la flota de aviones de combate de la Fuerza Aérea India en el futuro próximo. El propósito principal de este avión es reemplazar a los SEPECAT Jaguar, Mirage 2000, y MiG-27 de la Fuerza Aérea India. Se ha confirmado una versión naval, ya que la Armada India también contribuye en la financiación del proyecto. El primer vuelo está programado para el 2025.

## Desarrollo

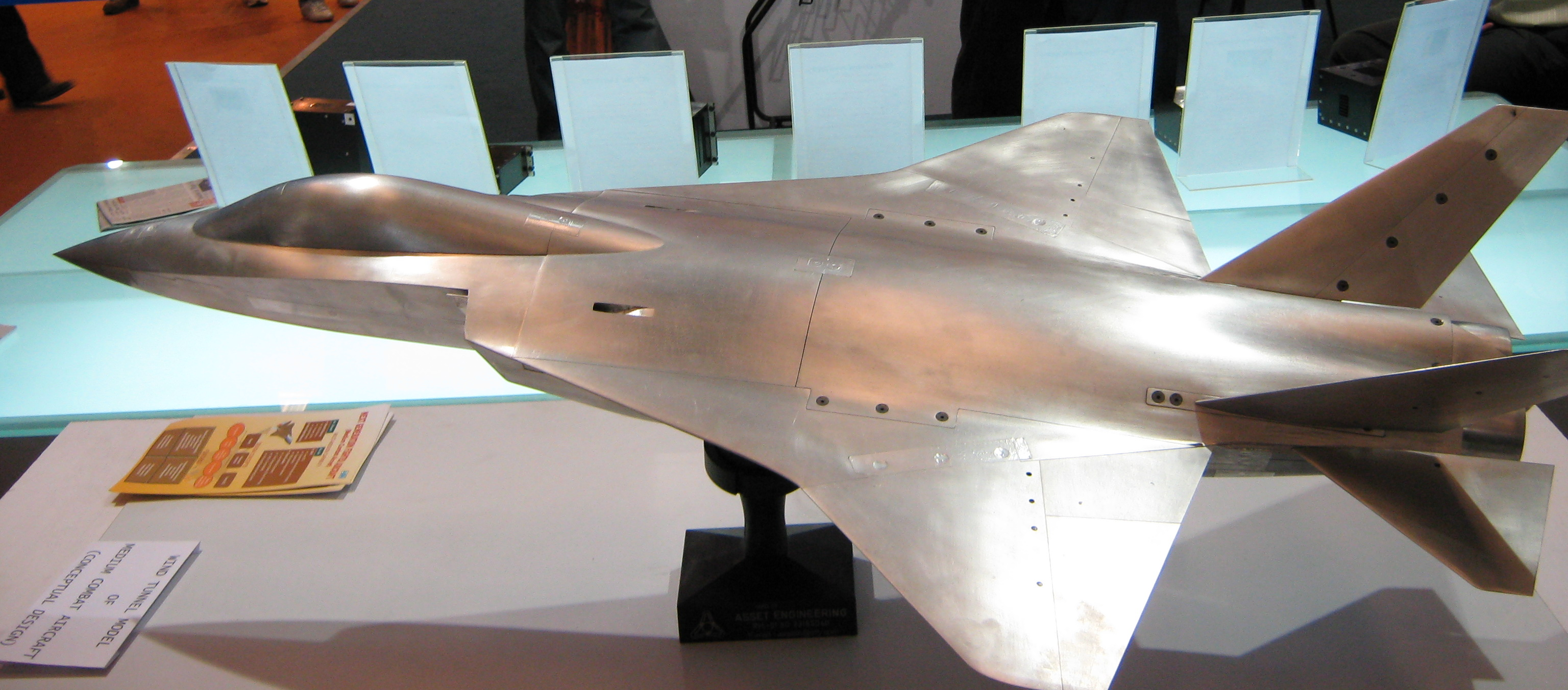
Modelo del Advanced Medium Combat Aircraft para pruebas en el túnel de viento.

El programa responde a los avances chinos en aviones furtivos. India calcula que para 2030 China podría tener unos 200 aviones operativos y podría ser que Pakistán recibiera algunos. Por ello 2032 es la fecha prevista para que el futuro avión de combate de 5.ª generación realice el primer vuelo. 
El Advanced Medium Combat Aircraft AMCA será un avión totalmente desarrollado en India. El proyecto busca alcanzar a China, mantener la superioridad militar cualitativa sobre Pakistán y fortalecer la autonomía estratégica en tecnologías militares clave.
Diferentes empresas y organismos como el Defence Research and Development Organisation (DRDO) trabajan en el programa desde hace años. De hecho en 2008 se empezó a mover, sondeando años después la posibilidad de cooperar con Rusia y su avión Sukhoi Su-57 cómo medida cautelar. Durante un tiempo India invirtió dinero en el caza furtivo ruso Sukhoi PAK FA, con la intención de producir su propia versión llamada FGFA. Pero luego el programa PAK FA comenzó a sufrir grandes contratiempos, provocando numerosas quejas de los militares de la India.
En 2008, la Agencia de Desarrollo Aeronáutico comenzó a desarrollar un avión de combate para reemplazar la flota de envejecidos cazas Jaguar, Mirage y MiG-23. El nuevo proyecto fue bautizado provisionalmente como MCA, Medium Combat Aircraft, más tarde renombrado como Advanced MCA o AMCA. Poco después la Fuerza Aérea incluyó una importante requisito al programa, el AMCA también debería ser un caza furtivo.
El AMCA reemplazará al Sepecat Jaguar, el Dassault Mirage 2000 y el Mig-27. Además, el AMCA es el único programa de avión de 5.ª generación para la Fuerza Aérea India después de que se abandonara el programa conjunto con Rusia. El desarrollo se simultaneará con la compra de un nuevo avión de combate ya en servicio.
El diseño del avión buscará primero reducir sus firma radar e infrarroja, adoptando formas geometric stealth. En una segunda fase posterior se trabajará en la incorporación de materiales capaces de absorber la señal radar. Entre las características del AMCA están la capacidad para vuelo supersónico sin postquemador, reducida firma radar e infrarroja, empleo de radar de escaneado electrónico, maniobrabilidad avanzada y bodega interna para armamento. En resumen, el AMCA pesará unas 20 toneladas, tendrá un alcance de hasta 1.000 kilómetros, podrá volar a una velocidad máxima de 2.000 km/h y contará con tecnologías furtivas, modernos radares y sistemas de guerra electrónica.
Se ha confirmado que el avión empleará inicialmente dos motores GE-414, mientras se desarrolla un motor equivalente de fabricación India que luego se incorporaría al avión. Francia ha ofrecido su cooperaciónbcon ese motor, vinculada a la compra de más aviones Rafale. La Fuerza Aérea India ha cedido instalaciones para la construcción de la sede donde se abordarán las distintas fases del programa.
El AMCA se beneficiará de la experiencia ganada con el desarrollo del avión Light Combat Aircraft(LCA). Por ello no es casualidad que compartirá motores. El LCA emplea el motor GE-414.
La Agencia de Desarrollo Aeronáutico será responsable el diseño mientras que Hindustan Aeronautics Limited será el contratista principal y responsable del montaje final. 
La Fase de Definición del proyecto finalizó en 2014. Según un informe de 2015 unas 4.000 personas trabajaban en el programa. La ADA se había decidido en 2014 por un diseño final de un avión bimotor con dos derivas inclinadas, un perfil similar al F-22 Raptor. Los modelos fueron sometidos a pruebas en el túnel de viento y la sección transversal de radar también se evaluó.
También se ha completado la fase de Desarrollo de Ingeniería, Tecnología y Fabricación y está previsto que se entreguen dos demostradores tecnológicos y cuatro prototipos para llevar a cabo diversas pruebas. El plan original estipulaba el inicio del período de pruebas hacia 2020, y la incorporación del modelo hacia 2025. Los problemas en el desarrollo del Tejas provocaron retrasos en el AMCA.
Los desafíos son enormes. En primer lugar India debe de desarrollar y fabricar materiales absorbentes de radar, así como las capacidades de fabricación de precisión para crear un casco furtivo. Se cree que India obtendrá materiales absorbentes de radar en Francia como parte de un acuerdo para comprar cazas Rafale.
En segundo lugar el requisito de un radar AESA producido en el país no es fácil. Actualmente India compra radares israelíes AESA para su caza Tejas. e ha estado trabajando en un radar de nitruro de galio de estado sólido desde 2012.
Finalmente, la ADA y HAL deben producir localmente motores suficientemente potentes para cumplir con las especificaciones de rendimiento. Esto se complica aún más por la necesidad de una toma de aire en forma de S que proteja los alabes reflectores de turbofan del radar enemigo, así como toberas especialmente diseñadas para reducir la señal de calor de los motores de los sensores de infrarrojos. Hacer motores a reacción potentes y confiables desde cero es difícil. China ha tenido problemas para construir un turbofan para su caza J-11B, a pesar de los recursos considerables. En 2017 General Electric acordó transferir el 50% de la tecnología de su motor F414. En 2022 se hizo público que la empresa francesa SAFRAN ayudará a desarrollar el motor para el AMCA. La empresa británica Rolls Royce había ofrecido también su cooperación, al igual que India ha recibido ofertas para participar en el caza Tempest.
Algunos son escépticos de que el proyecto AMCA llegue a buen puerto. A los problemas y retrasos de todos los programas de defensa en India se une que la empresa HAL sólo ha fabricado otros dos aviones de combate durante su historia, ninguno de los cuales ha demostrado ser un gran éxito.
India se enfrenta no sólo a limitaciones técnicas, sino también a los elevados costes del proyecto AMCA. La producción de aviones de combate de 5.ª generación es algo extremadamente caro y complejo.

## Futuros operadores
India
- Fuerza Aérea India
- Armada India

### Aeronaves similares
- Chengdu J-20
- Mikoyan Proyecto 1.44
- Sukhoi/HAL FGFA
- Mitsubishi ATD-X